# Vrchoslavice
Vrchoslavice (en allemand : Wirchoslawitz) est une commune du district de Prostějov, dans la région d'Olomouc, en Tchéquie. Sa population s'élevait à 605 habitants en 2023.

## Géographie
Vrchoslavice se trouve à 4 km au nord-est du centre de Němčice nad Hanou, à 17,3 km au sud-est de Prostějov, à 29 km au sud d'Olomouc et à 218 km à l'est-sud-est de Prague.
La commune est limitée par Němčice nad Hanou au nord, par Měrovice nad Hanou au nord-est, par Stříbrnice à l'est, par Vitčice et Pavlovice u Kojetína au sud, et par Mořice à l'ouest.

## Histoire
La première mention écrite de la localité date de 1381.

## Transports
Par la route, Vrchoslavice se trouve à 2 km de Němčice nad Hanou, à 19,5 km de Prostějov, à 40 km d'Olomouc et à 259 km de Prague.